# Hoď tam trsa
Hoď tam trsa je singl české popové hudební skupiny Slza. Hudbu vytvořili Petr Lexa, Lukáš Bundil s Angličanem Oliverem Somem, text napsal Ondřej Ládek s Petrem Lexou a píseň nazpíval Petr Lexa. Píseň měla premiéru 19. září 2019 na YouTube a 20. září 2019 na streamovacích službách (Spotify, Google Play...). O mix se postaral také Oliver Som a o mastering Streaky. Je to druhý singl z připravovaného třetího alba této hudební skupiny, které skupina plánuje vydat na podzim 2019.

## Videoklip
Videoklip režíroval, stříhal a natočil Jakub Mahdal ze společnosti Jakoby Films. Námět videoklipu vymyslel Petr Lexa. Byl premiérován na video serveru YouTube 19. září 2019 v 19:00 SELČ. Ve videoklipu byly použity také záběry skupiny. Stejně jako píseň je videoklip taneční. Choreografii tance vytvořila hudební skupina Slza spolu s Eugenem Namem z taneční skupiny JAD Dance company.

### Hlavní role
- Julie Šurková
- Lukáš Nechvátal